# 白蛇伝
『白蛇伝』（はくじゃでん）は、中国古代の四大民間伝説の一つとされる、物語類型の総称。それぞれの時代・地域で民衆や為政者の志向に合わせて変化し、小説や戯曲などの題材とされた。

## 概要
初めは白蛇の妖怪が白衣の美しい女性に化けて、淫慾を満たしその心肝を食うために若い男性を攫う、という素朴な民間説話が物語の大きな枠組みであった。それが時代とともに発展・変化しながらいろいろな挿話が付加・削除され、最終的には人類の男性と白蛇の化身である女性との恋愛物語（異類婚姻譚）となる。白蛇と人間は夫婦になるものの白蛇は法力を持った禅師等に正体を見破られ、西湖畔の雷峰塔に封じ込められる。しかし発展・変化の過程で妖怪の元来の目的が削除され、白蛇が退治される事由が語られずに恋愛の部分に重点が置かれるようになり、さらにハッピーエンドを迎えるものまで作られている。
(川田耕 2014, p. 37-57)は、中世以降の中国で蛇に関する説話が突出して多くなり、近世にかけて様々な物語が生み出され語り継がれていくなかで、次第に形成され発展していったと推測し、『白蛇伝』の遷移に中国の古代から近代への過程を投影している。
戦後日本においては、1956年、周恩来の命により来日した京劇の梅蘭芳一行の公演に『白蛇伝』中の演目が含まれており、また同年、日本初の総天然色特撮映画『白夫人の妖恋』（1956年、東宝）が公開され人々の耳目を集めた。日本初の総天然色長編漫画映画『白蛇伝』（1958年、東映）も公開され、この物語は一般の日本人にもなじみ深いものになった。
一方、この伝説はギリシア神話のラミアーと関係があるという指摘もなされている。

### 物語の遷移の歴史

#### 『李黄』
残存する『白蛇伝』に関係する最古の物語と考えられているものは、中唐の谷神子（こくしんし、鄭還古）撰の『李黄』（唐代伝奇集『博異志』、後に『太平広記』に収録）である。日本語訳は今村与志雄 訳がある。
―『李黄』あらすじ―

唐元和2年（807年）、塩鉄使である李遜の甥の李黄が長安の東市で牛車に乗った白衣の美女に出会った。侍婢に訊ねると夫の喪が明けたばかりの未亡人で、手持ちの金がないというので、銭と帛を立替えたところ屋敷に招かれる。白衣の娘の叔母と名乗る老婆が、実は貧しい暮らしで三万銭の借財がある。よければ側仕えさせたいと申し出る。李黄は下僕に三万銭を取りに行かせ、誘われるままに三日間泊った。四日目になると老婆が長泊して李黄が叔父に咎めらないよう取り敢えず帰るよう勧める。下僕は李黄が生臭くなっていることに気づいたが、言われるままに帰宅した。すると何日も何をしていたのか家人に尋ねられたが、体の具合が悪かったのでそのまま寝床に入った。やがて取り留めないことを口走るようになり、婚約者に対し自分はもうだめだ、と言った。夜具をおそるおそるめくると、体がとけて水となり頭だけが残っていた。家人が下僕を問いただし、女の家にいくと、そこは廃園だった。一本の皁莢（さいかち）の樹があり、樹の上に一万五千、樹の下に一万五千の銭があった。近所の者によると、樹の下によく大きな白蛇がとぐろを巻いていた以外はなにもなかったとのことであった。
続けて復一説として別の話も掲載されており大筋は同じだが多少の違いがある。主人公の名が李琯であり、最後は体が水になるのではなく頭が裂けて死ぬことになっている。家人が女の家のあった場所にいくと枯れた槐（えんじゅ）の樹があり、そこには大蛇がとぐろをまいた跡があった。樹の根元を掘り起こすと、小さい白蛇が数匹いたので、一匹残らず殺して帰ったとのこと。

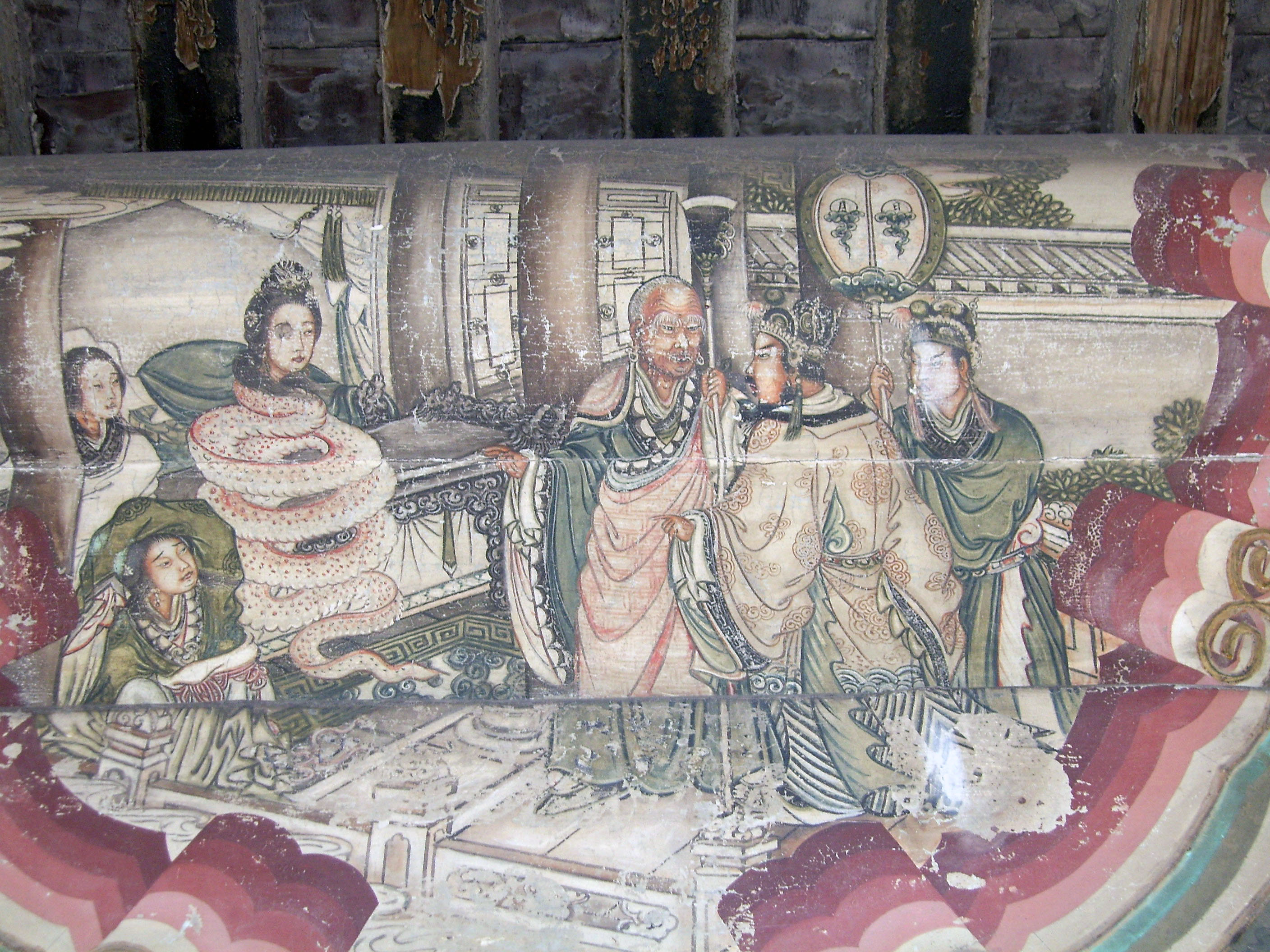
頤和園の回廊に描かれた白蛇伝説の『西湖三塔記』

#### 『西湖三塔記』
明嘉靖20 - 30年（1541年 - 1551年）頃になり、『白蛇伝』という物語が形成されてきたと思われているものに『清平山堂話本 西湖三塔記』洪楩（（中国語版）、こうべん）編刊がある。講釈師（説話人）の語る台本を文字化したものであり、現存最古の話本（中国語版）とされる。日本語訳は入矢義高 訳がある。青木正児は『小説「西湖三塔」と「雷峯塔」』に、西湖に鼎立せる三塔に絡んだ話が原型であるらしく思われる、としている。しかし、この話本においては未だ『雷峰塔』は登場せず『三個の石塔』となっている。
『西湖三塔記』あらすじ―
はじめに蘇東坡の詩など、いくつかの歌謡を含む西湖賞賛の長いくだりがある。
南宋孝宗の淳熙年間（1174年 - 1189年）、臨安府湧金門内に住む岳飛麾下の奚という統制官の一人むすこの奚宣賛という青年が、折しも清明節だったので母親の許しを得て、西湖に遊山に出かけた。そこで宣賛は、上から下まで真っ白の絹の着物をきた迷子の女の子を見つけた。名を問えば、西湖に住んでおり白というみょう字、祖母と遊びにでたところはぐれて道に迷ったとのこと。その女の子が宣賛の着物をつかんで手を離さないので仕方なく家に連れ帰った。女の子の名は卯奴（ぼうど）といい、家にあずかって十日あまりたった。すると表に四人轎に乗った黒衣をまとった老婆（婆婆身穿皂衣）があらわれ、迷子の祖母だと答え、宣賛にぜひお礼したいからと家に招き、宣賛は轎についていく。とある屋敷に着くと、女児の母だという白衣の婦人（白的婦人）が現れ、宣賛が娘を助けてくれたと聞き、山海の珍味を並べて歓待する。折しもそこに一人の使用人が現れ、奥様、新入りが参ったので古手を始末しましょうと進言する。奥様は、では宣賛さまの肴にしようと答えると、二人の壮漢が若い男を引っ立てて来て将軍柱に縛り付け、その腹を切り開き、心肝をとりだし奥様に差し出す。宣賛は驚愕して酒を飲むどころではない。奥様は老婆と若者の心肝を食べ終えると、宣賛に自分は未亡人なので宣賛の嫁にしてほしいと誘惑する。二人は手を取り合い蘭房（奥様の寝室）に入った。夜が明けても宣賛は引き止められ住みつくこと半月有余。宣賛は、顔が黄ばみ肌は痩せこけてきたので一旦家に帰り、また来なおしたいという。すると使用人が一人現れ、新入りが来たので古手を始末するよう奥様に進言する。奥様が連れてくるよう命じると、数人の壮漢が男前の若者を招き入れ、宣賛は心肝を取られそうになる。白卯奴が自分を助けてくれた人だからと助命懇願する。卯奴は絶対に目を開けてはならないと言い含め、宣賛を背負い、空を飛んで逃げたようだが宣賛は手で卯奴の首を探ると鳥の毛が生えているのに気づく。「着いた」との叫び声に、宣賛は目を開けると卯奴の姿はなく、城壁の上だった。帰宅し、宣賛は母親に一部始終を聞かせると仰天して、この家の位置が悪いせいだろうからと、良い場所を探し吉日を選び転居した。宣賛はまた元気になり一年がたち、また清明節を迎えた。奚宣賛は小さな弓（弩兒）を携えて飛禽（野鳥）を探していたが、ふと見ると樹上に老鴉が鳴いている。宣賛が箭を射ると命中し、老鴉は地に落ちて地上であの黒衣の老婆（皂衣的婆婆）に変身した。宣賛はとらえられ、またもや白衣の婦人と夫婦となり半月余りが過ぎる。また帰宅を申し出たために将軍柱に縛りつけられ、心肝を取られそうになるが、ふたたび白卯奴に助けられてなんとか帰宅する。事情を聴いた母親は、宣賛に家から出ぬよう諭した。とある日、龍虎山（中国語版）に行ったきりだった奚統制の弟の奚真人が訪れ、黒気が立ち昇るのを望見してやって来たという。甥に妖怪が憑いているのを知って、西湖畔の四聖観で神将を呼び出し、命じて三つの妖怪を捉えてこさせる。三妖怪は、奚家が水門をふさいでいるのを恨んでいたらしい。奚真人は神将に命じ三妖怪を打たせると姿を現し、卯奴は黒い鶏、老婆は獺（かわうそ）、白衣の奥様（白衣娘子）は白蛇であった。真人は神将に命じ、鉄の籠に取ってきて三妖怪を閉じ込め西湖に沈めさせ、衆生教化の縁で（化縁）三つの石塔をこしらえ三妖怪を湖中に鎮めた。宣賛は叔父に弟子入りし、在俗のまま出家しめでたく一生を終えた。

#### 『双魚扇墜』
次に明万暦年間（1573年 - 1620年）頃になると、南宋時代の語り物をテキストにしたと思われる『双魚扇墜』（『孔淑芳雙魚扇墜傳』）がある。日本語訳は、今西凱夫 訳の『熊龍峯四種小説・双魚のさげさがり』がある。ここでは、白蛇でなく妖気ただよう幽霊に若い男の商人が誘惑されることになっているが、唐代の『李黄』とは異なりあわや殺されるところを真人に救われるというプロットは『西湖三塔記』と類似している。なお、明初の洪武11年（1378年）頃成立したとされる瞿佑（くゆう、（中国語版）） 撰の『剪燈新話』巻2に収録の『牡丹燈記』との類似性が示唆されている。
『双魚扇墜』あらすじ
明弘治年間（1488年 - 1505年）、臨安府の徐大川という富翁の息子、26歳で商人の徐景春は弁当を持って遊山に出かけたが、日暮れて帰宅しようとしたところ侍女を連れた一人の美女を見かける。時の移り変わりを嘆ずる様子に景春は思わず話しかける。聞けば両親とものみに来たがはぐれてしまったとのこと。景春が名を訊くと、町の役人の次女で孔淑芳といい侍女の玉梅と西湖に仮住まいとのこと。景春は美女の住まい、幽軒と名付けられた小さな家まで送っていった。女が侍女にささやくと秋の香ただようあずまやに酒肴が並べられた。何杯か杯を重ねると女は景春を誘惑し、二人はたのしみをきわめた。先に家に帰された丁稚は景春の両親に問われるが、結局景春はその夜帰宅しなかった。徐家の隣に住む張世傑が新河壩にある孔家の墓所のそばを通りかかると、墓の中からすすりなきのような人声がきこえた。世傑が寄ってみると、一人の男が地べたにひれ伏しており酔いしれたようにわけのわからぬことを口走っている。助け起こせば隣の徐景春である。張世傑は家まで送り届け、両親に息子は妖怪に取りつかれて住んでのところであの世ゆきだと注意した。近所の老人が、この子は前世の因縁でめぐりあったのだろうから妖気も濃いはず、急いで護符をいただいて手当すれば無事にすむかも知れん、などとすすめた。大川はあわてふためき法事や神頼みをしたところ景春の病気も癒えたので、商品を仕入れ息子を臨清に行って商売させることにした。商売はうまくいき、何倍もの利益を得て息子は帰ってきた。両親は景春に縁談を探し、息子は杭郡の役人、李廷暉の娘を娶った。やがて半年が過ぎると両親はまた商売をしてくるよう促す。景春は妻の反対を押し切り、船を雇って旅立つ。常州につくと商売をしてたっぷり利益をあげ帰途についた。まず北新関の張克譲の家に行き、帳尻を合わせ、こんども丁稚を先に家に帰らせた。ちょうどその日が端午の節句だったため、張克譲は無理に景春をもてなす。申の刻になって別れを告げ、酔い覚ましに城壁に沿って歩いていくと、あの孔淑芳が前に立ちふさがる。景春はぼんやりと我を失い女と手取り合って歩いていく。女は思い出の品にと双魚をかたどった扇のさげさがり（扇墜）を景春に渡し、景春は手巾を女に贈った。そして城壁近くの地上で五更のころまで情交に耽った。そしてよろめきながら帰宅したが、起き上がることもできず「淑芳さん」と叫ぶばかり。大川はくだんの老人と相談し、法師に救いを求めることにした。次の日の朝、大川と老人は法術あらたかな真人の住む紫陽宮に参ずる。真人は「お前の息子は妖怪に魅入られて明日にも死ぬことになっている。わしにも救うことはできぬ」と断った。皆は再拝し哀願を続けると、真人はやむを得ず山を下り、法壇を立てて神将二人と城隍神と土地神を呼び出した。真人は印を結び呪文を念じると、陰鬼を捕らえ来り追放せよ、と命じた。神たちが引っ立ててきた孔淑芳と侍女を拷問した。孔淑芳は「自分は若年にて世を去り毎日無聊を託っていたが、古例にならい百年の情愛を求めて云々」と自白書を認めた。真人は二妖鬼を閻魔大王に送って処罰した。これよりのちこのあたり一帯は平穏となり、景春は子をもうけ、おわりをまっとうした。

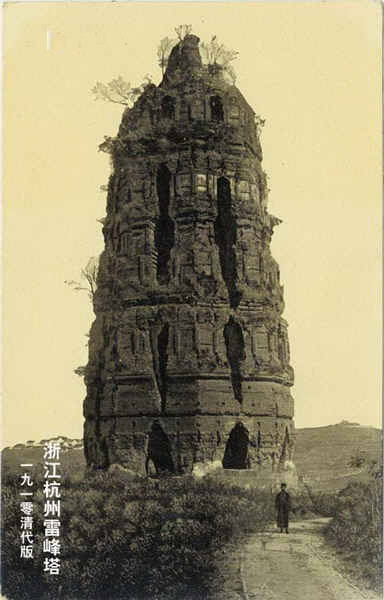
雷峰塔（1910年、1924年に倒壊）

#### 『白娘子永鎮雷峰塔』
『西湖三塔記』を基に明代末期に書かれた小説形式のもので後の『白蛇伝』説話発展の基点となったのは『警世通言（中国語版）』 第二十八巻 『白娘子永鎮雷峰塔』（明天啓4年（1624年）刊、馮夢竜編）である。日本語訳は松枝茂夫 訳 『三言二拍抄・白夫人がとこしえに雷峯塔に鎮められたこと』がある。しかし『西湖三塔記』では明確であった、白蛇の妖怪のその淫欲を満たし若者の心肝を喰う、という二つの目的のうち、後者が偸盗に置き換わっている。さらに物語も西湖を中心とした構成から、西湖のある杭州臨安府から蘇州府、鎮江府に舞台が移り、最後に再び西湖に戻るという凝った展開を見せるようになっている。
この小説を粉本として書かれたとされる日本の文学作品に、江戸時代後期の上田秋成作とされる『雨月物語』中の『蛇性の淫』がある。
『白娘子永鎮雷峰塔』あらすじ―
冒頭『西湖三塔記』と同様に西湖賞賛のくだりがあるが、長くはなく物語の最初と最後の舞台である西湖の地理を説明するためのものである。
南宋の紹興年間（1131年 - 1162年）、杭州臨安府に李仁という南廊閣子庫の募事官がおり、家には妻の他に許宣という妻の弟が同居していた。許宣の親は生薬屋だったが、幼いころに二人とも亡くなり、許宣は22歳で母方の叔父、李將仕の生薬屋で番頭をしていた。ある日、清明節なので許宣は姉と李將仕に暇を請い、保叔塔（中国語版）寺へ先祖供養の焼香をしに行った。許宣はお参りが終わると帰途についた。ところが雨が降り出し、次第にひどくなり止みそうもないので通りかかった船を頼んで乗った。ほどなく服喪の髻（もとどり）と質素な髪飾りをつけ、白絹の上衣に細麻布の裾（もすそ）をはいた美しい婦人が、その身体を肩で支える青衣の小間使いを連れ、船に乗せてほしいと声をかけてきた。船頭が頷くので、許宣が許すと二人は乗り込み、自己紹介しあった。女は名を問われて、宮中の殿直を勤める白侍従の妹で役人の張氏に嫁いだが不幸にも夫は亡くなってしまったと答え、今日は夫の墓参りの帰りだとのこと。船が岸に着くと、許宣は李將仕の弟の店で借りた傘を白娘子に貸して、二人と別れた。その夜は白娘子のことを考えて眠れなかった。翌日、許宣は白娘子に聞いた箭橋の双茶坊巷を探したが、誰も彼女の家を知らなかった。思案しているとあの青衣の小間使いがやってきたので、彼女に家まで案内してもらった。そこは小洒落た家で、白娘子は許宣に前日の礼をすると、ご馳走を並べて歓待した。酒を四、五杯飲むと許宣は暇を乞い、翌日の来訪を約して帰宅した。翌日、白娘子は彼を見るとまた酒肴を並べた。飲みすすむうちに白娘子は、あなたとは前世の姻縁か、はじめてお会いした時から云々、あなたと夫婦になれたらどんなに、などと言いだす。許宣もいかにもよい縁で結婚したいのは山々だと思ったが、先立つものがないと寡黙になった。すると白娘子は青青に持ってこさせた包みを許宣に、これをお使いくださいと渡した。許宣が受け取りあけてみると中には真っ白い銀子が五十両あった。許宣はまっすぐ帰宅して銀子をしまった。翌日にはくだんの銀子を使い、購入した食料品でもてなしの準備をし、李募事夫婦を招き結婚したいと打ち明けた。そして姉に銀子を預け、これで義兄さんに世話を頼んでほしいといった。ところが、李幕事はその銀子の刻印を一目みて大変だ、俺もお前も死刑になるぞ、と叫んだ。四、五日前に邵（しょう）大尉の金蔵からで盗まれた銀子と刻印が一致していたのだ。降りかかる火の粉を避けるため李幕事が臨安府に訴え出た。府尹（ふいん）は話を聞いて一晩考えあぐねたが結局、許宣は捕えられた。韓大尹が許宣を白洲に引き出し拷問を命じる。許宣は慌てて詳細を話し、双茶坊巷の角に住む白三班の白殿直の妹の白娘子からもらったものだと釈明をした。捕吏臣の何立（かりつ）たちはさっそく許宣を引っ立てて双茶坊巷の女の家に行ったが、古いあばら家があるばかり。しかし、二階に踏み込むと、そこには花のような美貌の白い服を着た夫人が座っていた。何立たちは捕まえようとしたが、青天の霹靂のような音とともに女の姿は消え失せ、代わりに四十九錠の銀子が残っていた。許宣は「すべきでないことをした」とのことで杖刑の上、蘇州の牢城営での労役服務となった。
蘇州で許宣は、心苦しく思った李募事は邵大尉からの褒章の五十両を許宣に路銀として与え、李將仕は二通の添書きをそれぞれ押司の范院長と吉利橋のたもとで旅籠を開いている王主人に持たせた。范院長と王主人は賄賂を使い許宣を下げ渡してもらい、王の旅籠の二階に住むことになった。住んで半年を超えると、王主人が、尋ね人だというので急いで下り来たると、なんと青青がお供で轎には白娘子がいた。許宣見るよりお前の銀子泥棒のお陰で酷い目にあったと怒鳴りつける。白娘子は「あの金は亡夫が残したもので、親切づくで差し上げたもので、どうやって手に入れたのかは知らなかったなどと釈明をし、王主人の女房にも取り入り、許宣も白娘子への疑念を捨ててしまった。王夫婦の計らいもあって、十一月十一日に二人は天地を拝して結婚式をすませ、酒席果てた後、ともに紗をかけた夫婦の寝室に入った。この日以来二人は片時も離れず楽しみにふけった。翌年の二月十五日、許宣が友達の誰かと連れ立って承天寺の臥仏を参拝にいった。その帰り寺から出ると、門前で薬などを売っていた終南山の道士が許宣をみて、頭上に黒気が漂っており汝に妖怪が纏わり憑いているに違いない、と警告した。許宣は急に恐ろしくなり道士から道符を二枚もらい、一枚を髪中に入れ、もう一枚を家に帰って夜中に焼くことにした。許宣は白娘子が寝入ったのを見すまし護符を焼こうとすると、白娘子はあっとため息をつき、他人の言うことを真に受けるのかと責めて、護符を焼いてしまったが何も起きなかった。翌日、許宣はその道士を見てみたいと言う白娘子と道士のもとに赴いた。白娘子は道士に対して啖呵を切り呪文をかけると、道士は空中に浮かばされ降ろされたため、飛ぶように逃げてしまった。四月八日の釈迦生誕日に許宣は白娘子に流行の服を揃えてもらい承天寺の仏会を観ていると、周將仕の質屋の庫（典當庫）から金銀装身具が盗まれたという噂をきいた。すると、寺門の周りにいた男たちが、許宣の服や持ち物は盗品だと、許宣はすぐに召し拿られてしまった。次の日、長官の前で許宣が、これらは妻の白娘子にもらったものだと主張したので、ただちに袁子明という捕使臣に命じ、許宣を引き立てて王主人の家に行き、白娘子を探したが見つからない。しばらくすると周將仕のところへ家人が、盗まれたはずの金珠等が周の庫の中で見つかったと知らせにきた。周將仕のはからいで許宣は許されたが、妖怪等のことを申し出なかったという罪で杖一百回と配流三百六十里、鎮江府の牢城営での労役服務となった。
仕事で蘇州に来ていた李募事の口利きで、許宣は針子橋の下で生薬店をしている李克用という人の世話になり賄賂で釈放してもらった。そして李克用の店を手伝い、夜は五條巷で豆腐屋をしている王氏の上階に泊まることになった。番頭として働きだしたが、店の仲間たちと飲んだ帰りに歩いていると、上からヒノシの灰が落ちてきた。許宣が思わず上に向かって罵しると、慌てて婦人が下りてくる。見ると白娘子であった。許宣はこの妖怪め、お前のせいで二回も裁判にかけられた云々、と罵る。白娘子は、あの着物は夫が残したもので、盗品ではないと釈明し、一夜の夫妻は百日の恩というではありませんかなどと言葉巧みに丸め込まれ、許宣は色欲に迷わされて白娘子の二階に泊まってしまった。翌日、王氏に蘇州から妻が女中を連れて来たと話し、二階に同居させてもらうことにした。ひと月がたち許宣は白娘子と相談し、お世話になっている李の旦那様（原文は員外）と家族に挨拶しに行くことにした。ところが李旦那はいい歳ではあるが好色で、一目見ると白娘子をものにしたいものと邪心をもってしまった。そこで李旦那は六月になると母親に、十三日は自分の誕生日だから宴会を開いて親眷朋友たちにゆったりしてもらおうと話し、招待状を送った。十三日には皆集まり飲み食いし一日を過ごした。翌日になると婦人たちが二十人も祝いに訪れ、着飾った白娘子も青青を伴いやって来た。酒宴が進むと、白娘子は身を起して上衣を脱ぎ手洗いに立ちあがった。好機を待っていた李旦那は先回りして淨房の裏部屋に隠れている。旦那は心中淫乱となって浄房内を覗き込んだ。すると中には白娘子がおらず、大きな白蛇がとぐろを巻いており眼は金の光を放っていた。李旦那はたまげて逃げ出したが途中で躓き倒れてしまった。しかし白娘子の手洗い姿を覗いたことが知られると具合が悪いので疲れが溜まったふりを決め込んで部屋にこもってしまった。白娘子は事態を察して、李旦那が浄房の裏に潜んで自分の服を引いたり捲ったりして云々、などと許宣を口説いた甲斐あって、二人は李克用の家を出ることになった。許宣は番頭を辞めて白娘子からもらった銀子で一軒の家を借り、生薬を仕入れ薬店を開いた。商売は日に日に繁盛し大きな利益を得た。ある日、金山寺（中国語版）の和尚が勧進帳を持って現れ、七月七日が英烈龍王の誕生日なので参拝して焼香するよう勧めた。当日になって許宣は幇間の蔣和と一緒に金山寺に参拝することにした。白娘子は止めさせようとしたが結局、方丈に行かないこと、和尚と話さないこと、行ったらさっさと帰ることという三件の条件をつけて了承した。許宣は江（長江の古名）のほとりまで歩いて船で金山寺に到着した。許宣は龍王堂で焼香して歩き回っていると方丈の前に出た。入ろうとしたが白娘子との約束を思い出したが蔣和のすすめで方丈に入って一回りすると出てきた。上席で説法していた徳の高い和尚が、方丈に入ってそのまま出て行く許宣を見ると、急いで連れてくるよう侍者に指示した。侍者が戻ってきて見失ってしまったというので和尚は払子と禅杖を押っ取り（原文は、持了撢杖）自ら追いかけて方丈を出て、あちこち寺の外まで尋ねたが見つからない。許宣は帰ろうとしたが船着き場では風と波がひどくなり江を渡れない。折しも飛ぶような早さの船が近づいて岸辺に着くと、白娘子と青青が乗っており、許宣に早く船に上がるよう促した。後ろで怒鳴る声がして誰かが法海禅師が来られたと言った。禅師の姿を見ると、白娘子と青青は船を揺らして転覆させ飛び込んで水底に潜ってしまった。許宣は禅師に拝礼して自分を救ってほしいとたのみ、禅師の求めに応じて今までの事情を話した。禅師はあの女はまさしく妖怪なので、さっさと杭州に帰り、汝に再び纏わりついてきたら西湖の南にある浄慈寺まで自分を訪ねよと言った。許宣は李旦那に謝り再び二階の部屋にもどった。二か月が過ぎ、宋高宗が 孝宗を太子に立てたため恩赦が行われ、許宣も故郷の杭州に帰れるようになった。
家に着くと姉夫婦に四拝するように拝礼すると義兄の李募事は、あんなに面倒を見てやったのに如何なる料簡で妻を娶ったというのに連絡も寄越さぬ云々、苛々と捲し立てた。許宣は、妻など娶っていないというと、義兄は二日前に女中を連れた女性がお前の妻だと言ってきている。許宣は目を見張り口は呆けたが、李募事は許宣と白娘子をとりあえず同じ部屋に押し込んだ。許宣は怯えて命乞いをしたが、白娘子は自分の言葉を聞いてくれるなら万事休まるが、そう思わないならこの城市に血水を満たし、一人残らず大波に呑まれて濁水に沈んで、非業の最期を遂げさせると言う。そのとき庭で涼んでいた姉は、二人が喧嘩していると思い許宣を引きずり出したが白娘子は部屋の戸を閉めて寝てしまった。事情を聞いた李募事が二人の部屋を覗くと、大きな蟒蛇（うわばみ）が寝ていたので驚いたがその晩は何も言わなかった。翌日、李募事は許宣を呼んで彼の妻について問いただしたが、許宣はいきさつを打ち明け助けを乞うと、義兄は蛇取りの戴先生を紹介してもらい銀子を渡して大蛇退治を依頼した。しかし戴先生は勇んで李募事の家に乗り込んだが、白娘子と問答の末、正体を見せられて脅され先生、恐れをなし銀子を返し逃げてしまった。白娘子は許宣をつかまえ、不敵だとなじり再び城市全員を苦しめ、非業の最期を遂げさせると言った。許宣はすっかりおののき家を飛び出し、困り切って歩いていくと浄慈寺の前に出た。許宣は金山寺の法海和尚の言葉を思い出し、尋ねると監寺はが和尚は不在だというので許宣はすっかり落ち込み湖に身投げしようとしていると、法海禅師が現れた。許宣は救助を乞うた。すると禅師は鉢盂（はつう）を与え、白娘子の頭にこれをかぶせ動けぬよう押さえつけろ、と教えた。許宣は家に帰って恐る恐る禅師に言われた通りこっそりと白娘子の頭にかぶせ押さえ込んだ。すると女の姿はだんだん見えなくなり最後に鉢盂だけになった。そこに禅師が現れ、何やら念じ鉢盂を開けると白娘子は縮んで七八寸長になっていた。法海は、人に纏わるとは如何なる畜妖怪かと問い詰めると、白娘子は自分は大蟒蛇で、大風雨のときにこれを避けて西湖に来て青青と暮らしていたが、許宣に遇って春心が昂ぶってしまった。確かに天條は犯したが殺生はしていないからと禅師に慈悲を乞うた。法海は青青は何の妖怪かと問うと、西湖の第三橋下の淵にいた齢千年を経た青魚でたまたま遇著したので伴にしたが、一日も快楽に浸っていない、憐れなので助けてやってほしいと答えた。禅師は本相を現すよう命じるが白娘子は嫌がるので、経文を唱えて掲諦を召し出し命令すると、白蛇と青魚の姿が現れた。禅師はこれらを鉢盂に入れ、衣を裂いて鉢盂の口を封じ、雷峰寺の前に置き上に煉瓦で塔を建てるよう指示した。後に許宣は勧進して七層の宝塔を建て、これで白蛇と青魚の妖怪は世に出られなくなった。許宣は法海禅師の弟子となり雷峰塔で剃髪し僧侶となった。数年修行した後、坐ったまま逝った。
なお半世紀後の清代に、この小説は改編され『雷峯怪蹟』として『西湖佳話』（清康熙年間、墨浪子 編 巻15）に収録された。構成はほぼ同じだが、文章表現はかなり異なる。また、こちらの方が『蛇性の婬』の粉本だという説もある。

#### 清代の小説・弾詞など
その清代になると、小説『雷峰塔奇伝』（中国語版） 全5巻13回 （1806年刊、玉花堂主人校訂、玉山主人とも）などが書かれるようになった。中でも、弾詞『義妖伝』（『繍像義妖伝』）（1809年刊、陳遇乾 先生原稿 陳士奇・兪秀山 先生 評定『繍像義妖傳』28巻）は、情緒的な記述で白蛇の報恩談に変容している。この作品では最初に、白娘子は人間界に下りる前に蕊芝仙子の弟子「素貞」として登場し、「白素貞」と名が付くのはこの作品からである。
その後、清代末期に最も詳細化した小説として夢花館主 著の『白蛇全伝』（中国語版）（『白蛇伝前後集』、『寓言諷世説部前後白蛇全伝』、前48回・後16回）がある。この前集は『義妖伝』の小説化である。

#### 演劇

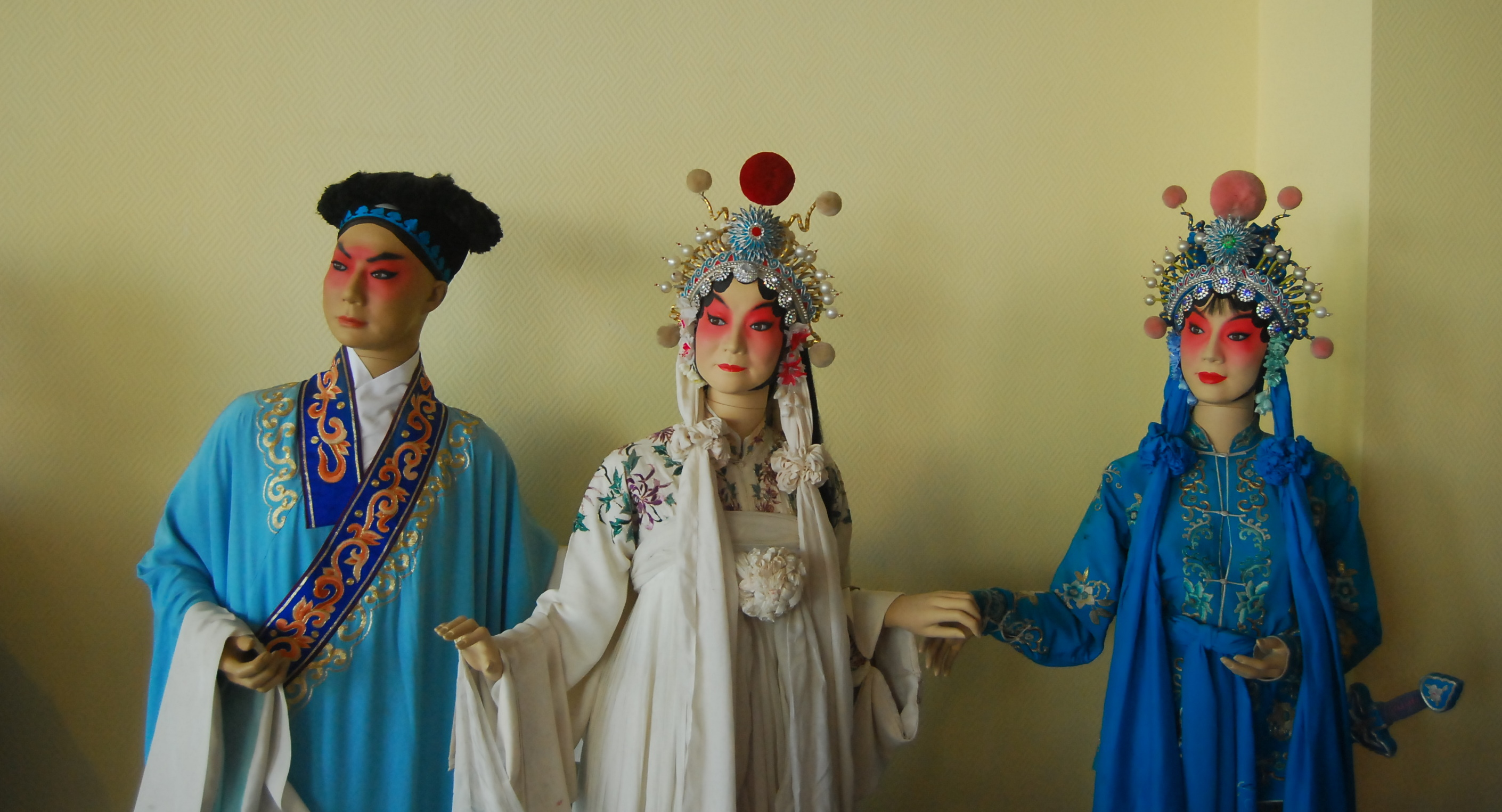
京劇『白蛇伝』左から許仙、白素貞、小青

演劇としての『白蛇伝』の、残存する最初の脚本とされるのは清代の1738年の黄図珌（おうとひつ）撰『看山閣楽府雷峰塔伝奇』である。これは明代に書かれた『白娘子永鎮雷峰塔』の舞台化である。
その後、重要な脚本に方成培（中国語版） 撰『雷峰塔伝奇』（清代、1771年上演）があるが、芝居通の乾隆帝が江南を訪れた際に上演され、後の京劇等のベースになった。これは『白娘子永鎮雷峰塔』を基に「求草」、「水闘」、「断橋」、「祭塔」といった現在でも京劇十八番とされる場などが付加されたものである。この作品以降許仙と白素貞の子供が登場する。その底本は陳嘉言とその娘による『梨園舊抄本』と通称される崑劇用の脚本集らしいが残存しない。この方成培の『雷峰塔伝奇』以後、近代に至って田漢が国民党や中国共産党の意向で3回改作を行っている。すなわち、『金鉢記』（1943年）、『白蛇伝』（1952年）、『白蛇伝』（1955年）であり、現在の中国で上演されている京劇はこれを基にしている。田漢の改作では、白素貞がもともとの未亡人から未婚の若い女性に変更されている。

## 登場キャラクター
以下、『白娘子永鎮雷峰塔』の登場キャラクターを基準として記述する。
白娘子（はくじょうし、パイニャンヅ、白夫人）
『白娘子永鎮雷峰塔』で初めてこの呼称が使われる。齢千年を経た白蛇の妖怪で人間の姿に変化（へんげ）している。『李黄』では白い衣を着た美貌の未亡人と表現され、末尾で蛇の妖怪だったと示唆されている。弾詞『義妖伝』では白素貞（はくそてい）と名付けられる。玉山主人『雷峰塔奇伝』では白珍娘（はくていにゃん）と名のり、因みに青城山清風洞で一千八百年の修業をした白蛇の精だと述べる。玉山主人『雷峰塔奇伝』と夢花館主『白蛇全伝』では大官の令嬢と名乗り、陰陽を推算するなど強力な法術の使い手として描かれる。方成培『雷峰塔伝奇』には白蛇の前身として白雲仙姑が描かれている。白娘子が小青の義姉、女主人や師匠のような役割を担っている。
許宣（きょせん、シュイシュアン）
生薬屋で仕事をする青年（一説に書生）として描かれている。『白娘子永鎮雷峰塔』では、主人公の名前は許宣であるが、『西湖三塔記』では主人公は奚宣賛（けいせんさん、シーシュアンサン）、弾詞『義妖伝』以降は許仙である。
青青（せいせい、チンチン）
『西湖三塔記』には登場しない。『白娘子永鎮雷峰塔』では、白娘子の小間使い、実は西湖の淵の齢千年を経た青魚の精である。黄図珌の京劇脚本『看山閣楽府雷峰塔伝奇』以降小青（しょうせい、シャオチン）となり、青魚でなく齢八百年の青蛇の妖怪になる。正直で忠義一筋の性格である。
玉山主人『雷峰塔奇伝』では廃棄の仇王府に住む八百余年の修業をした青蛇の精で、酔春楼でも巣を作る。白娘子との対決で敗れた後、白娘子の傍らに仕える婢女になる。夢花館主『白蛇全伝』では白娘子が銭塘江口に収められ七百年の修業をした青蛇の精。白娘子のことを主母様や娘娘と呼ぶ。白娘子が鉢盂に収められた際に逃げられ、北玄山黒風洞で飛刀の絶技を修得し、十四年後に再び戻って海法との戦いを挑む。白娘子と小青が正果を得た後、主僕の分ではなく、義理の姉妹になる。白娘子の説得により許仙との間に息子の夢龍（むりょう）がいる。
演劇では白娘子の義妹であり、白娘子と共に峨眉山で修行した蛇仙。白娘子が雷峰塔に鎮められた際に逃げられ、峨眉山に帰って三昧真火を修得し、数年後に小青が海法を打ち倒すことで雷峰塔が倒れ、白娘子は解放される。一部演劇のエピソード「双蛇闘」では小青が男性の姿で登場、白娘子との対決で敗れた後、女性の姿に変身した。
法海（ほうかい、ファーファイ）
法力を持つ禅師、金山寺の住持。『西湖三塔記』では登場せず、奚宣賛の叔父である道士の奚真人がこの役割を担っている。夢花館主『白蛇全伝』では法海の前身はイボガエルの妖怪であり、因みに一匹の白蛇が彼の内丹を吞むことで五百年の修業が失われた事を激しく恨んだ。その後、法海として転生し、白娘子への復讐に立ち上がる。
李將仕
許仙の母方の叔父。將仕は名ではなく、大商人の意。
李仁
杭州の南廊閣子庫の募事官、許宣の姉の夫。玉山主人『雷峰塔奇伝』では李公甫（りこうほ）、夢花館主『白蛇全伝』以降は陳彪（ちんひょう）である。
李克用
李仁が義兄弟の契りを結んだ叔父。鎮江針子橋の下で生薬店を営む。
許士粦（きょしりん）
方成培『雷峰塔伝奇』に許仙と白娘子の子供として登場する。小説『雷峰塔奇伝』では名が夢蛟（むきょう）に変わっている。
白鶴童子（はっかくどうじ）
方成培『雷峰塔伝奇』以降の京劇に付加されたエピソード『求草』（『雷峰塔奇伝』以降は『盗仙草』）に登場する仙草（九死還魂仙草、霊芝）を守る童子。他の小説などにも登場する当時の人気キャラクター。
鹿仙（ろくせん）
白鶴童子と同じく『求草』/『盗仙草』に登場し仙草を守る。
南極仙翁（なんきょくせんおう）
『求草』/『盗仙草』に登場し白娘子に仙草を与える仙人。他の小説などにも登場する当時の人気キャラクター。
陳碧蓮（ちんへきれん）
夢花館主『白蛇全伝』に登場する陳彪の娘で、夢蛟の妻になる。玉山主人『雷峰塔奇伝』にも碧蓮と名付けられている。
胡媚娘（こびじょう）
夢花館主『白蛇全伝』に登場する崑崙山から齢千年を経た狐の妖怪。白娘子の姿に変化し、許仙を誘惑する。
青蛙の精（かえるのせい）
夢花館主『白蛇全伝』に登場する胡媚娘の小間使い。最期は小青の飛刀によって斬られる。
鐘玉英（しょうぎょくえい）
鐘秀宝（しょうしゅうほう）
王琳（おうりん）許仙の寿元堂のころの雇い主。安月給で許仙を働かせるが、薬の調合の腕はある。
王延（おうえん）
王永昌（おうえいしょう）
蘇州で薬屋を営む王員外の弟、弾詞『義妖伝』に登場する。
黒風大仙（こくふうだいせん）
白蛇の前身の白雲仙姑の兄として方成培『雷峰塔伝奇』に登場する。夢花館主『白蛇全伝』では黒風大王（こくふうだいおう）の名になり、義妹の白娘子に助力し、法海の金山寺を水没させる。その正体は黒魚の妖怪。
蕊芝仙子（ずいしせんこ）
蕊芝仙姫（ずいしせんき）とも呼んでいる。西池極楽金慈聖母の徒である。容姿は古く清らかであった女道士。白娘子（白素貞）の道術の師匠として弾詞『義妖伝』以降の作品に登場する。
黎山老母（れいざんろうぼ）
玉山主人『雷峰塔奇伝』に登場する白娘子が口述する師匠である。夢花館主『白蛇全伝』では金母を説得し、白娘子が仙人になる機会を与える。
西王母（せいおうぼ）
天界の瑤池に住む最高位の女仙。玉山主人『雷峰塔奇伝』では聖母という名で、斬妖剣を持ち、仙丹を盗んだ白娘子に罰を与える。夢花館主『白蛇全伝』以降は金母（全名：西池極楽金慈聖母）と呼んでいる。
観音菩薩（かんのんぼさつ）
玉山主人『雷峰塔奇伝』に登場し、幾度か白娘子を危難から救い助ける。仏教の仏・菩薩を登場させるという物語は明・清代には多く見られる。

## 近現代での作品・映像化

### 日本の関連書籍
- 『白夫人の妖術』林房雄、1948年 扶桑書房、1951年 新潮文庫
- 『白夫人の恋 : 完訳・白蛇伝 小説』張恨水／常石茂 訳 1956年 河出書房 [59]。
- 『白蛇伝』オオトモ ヨシヤス 1958年 中村書店 ナカムラマンガシリーズ
- 『雷峯塔物語』田中貢太郎 青空文庫 No.1632 墨浪子 『雷峯怪蹟』のリライト。（底本の親本:『支那怪談全集』に収録、1970年 桃源社）
- 『白蛇伝』施昌秀 絵 甲斐勝二 文 2001年 海鳥社 詩の絵本 中国編 2 ISBN 4874153291 京劇台本を基にした詩の絵本
- 『白蛇伝』 渡辺仙州、石原依門・イラスト 2005年 偕成社 小学5・6年生以上向け ISBN 978-4-03-744490-7 。
- 『白蛇抄』 水上勉 1983年 集英社 ISBN 408750669X 。白娘子からヒントを得たと思しき設定で、美貌の未亡人が、淫欲から逃れられずに罪を犯す姿を描く小説。

### 映画
- 『白夫人の妖恋』 林房雄『白夫人の妖術』の映画化。
- 『白蛇伝』 公開当時のポスターには『日本最初の総天然色漫画映画』と表記。
- 『蛇精の淫』（1960年）大蔵貢製作、曲谷守平監督、新東宝公開の映画。
- 『白蛇抄』 水上勉『白蛇抄』の映画化。
- 『白蛇大鬧天宮（中国語版）』（1975年の台湾映画）
- 『新白蛇伝』（原題『真白蛇傳』1978年の香港映画、劇場未公開）
- 『青蛇転生』
- 『白蛇伝説〜ホワイト・スネーク〜』
- 『白蛇: 縁起』（『白蛇伝』に着想を得た主人公の前生譚のアニメ映画。2019年1月に中国で公開。日本では2021年7月30日に公開された）

### テレビドラマ
- 『奇幻人間世（中国語版）』
- 『白蛇と張天師』（原題『白蛇與張天師』台湾）
- 『新白娘子伝奇』
- 『白蛇後伝之人間有愛（中国語版）』
- 『青蛇と白蛇（中国語版）』
- 『白蛇伝』
- 『白蛇伝〜転生の妖魔』
- 『又見白娘子（中国語版）』
- 『新・白蛇伝〜千年に一度の恋〜』

### TVアニメ
- 『水漫金山（中国語版）』（2012年の中国アニメ）

### ミュージカル
『白蛇伝 〜White Lovers〜』は東映アニメーション50周年を記念して、劇場用総天然色漫画映画『白蛇伝』を翻案して、2006年11月8日から11月26日までル・テアトル銀座でミュージカルとして上演された。

#### スタッフ
- プロデュース・脚本・演出：斉樹潤哉
- 音楽：広瀬香美
- 振り付け：奥山桃子

#### キャスト

##### 女性
- 白娘／白素貞 ：安倍なつみ
- 鑼美亜 ：彩輝なお
- 胡媚／那妓 ：仁科有理
- 青魚 ：福田花音
- 桔梗 ：相沢真紀
- 瑪瑙 ：横井美帆 （現・船津未帆）

##### 男性
- 雄佐 ：市川右近
- 許仙 ：市川喜之助
- 法界 ：桝川譲治
- 座矩 ：市川龍蔵
- 首里 ：市川猿四郎
- 憂波 ：幸村吉也
- 伽屋 ：市川喜昇

#### 関連商品

##### サウンドトラック CD
- ミュージカル「白蛇伝 〜White Lovers〜」 ソングセレクション （2006年11月8日発売 ディスク枚数：1枚組 収録数：16曲 販売元：ポニーキャニオン） HKCN-50039

##### DVD
- ミュージカル「白蛇伝 〜White Lovers〜」 （2006年11月19日公演の収録 2007年2月28日発売 ディスク枚数：2枚組 販売元：ポニーキャニオン） HKBN-50077

#### 宣伝サイト
- ミュージカル「白蛇伝 White Lovers」 - 愛は、人間だけのものですか？-東映アニメーション株式会社サイト

### ゲーム
- 青蛇（中文版）
  - 青蛇 法海恩仇録（中文版）（2003年発売のコンピュータRPG、台湾）
  - 青蛇 貳（2005年発売のコンピュータRPG、台湾）

## 注・出典
1. ↑  他に『梁山伯と祝英台』『孟姜女』『牛郎織女』 または『梁山伯与祝英台』『柳毅伝』（8世紀末、唐の李朝威の短編小説（中国語版））『董永与七仙女』を指す。
2. ↑  川田は内藤湖南による中国時代区分論の用語を用い大雑把に後漢の後半から唐代を中世、宋代から清代までを近世と措定している。
3. ↑  上演された演目は『盗仙草』、『水漫金山』、『断橋』であった。（常石茂 『「白蛇伝」寸感』平凡社 中国古典文學全集 月報第9号 p. 5）この公演は1972年の日中国交回復に重要な役割を果たした。（梅蘭芳生誕120年記念講演会、チラシ裏面）
4. ↑  南條竹則 著『蛇女の伝説 「白蛇伝」を追って東へ西へ』 2000年 平凡社新書 059、ISBN 978-4-582-85059-8 。 英語版ウィキソースに本記事に関連した原文があります：Lamia（キーツの詩）
5. ↑  今村与志雄は当該伝奇日本語訳の解説の末尾に、『李黄』は白蛇伝説の原形とみてよいとしている。p. 295。
6. ↑   太平廣記 (中国語), 太平廣記/卷第458, ウィキソースより閲覧。
7. ↑  明代の陸楫（りくしょう、1515年 - 1552年） 撰『古今説海』は『白蛇記』と題し収録している。また東京大学東洋文化研究所所蔵の長澤規矩也氏旧蔵書「雙紅堂文庫」Webサイトの全文影像公開データベースの『舊小說 民國十年上海商務印書館排印本』目録123頁 No.2445には『白蛇記一卷』がある。
8. ↑  唐宋伝奇集 下『23 白蛇の怪―李黄』（今村与志雄 訳、1988年 岩波文庫）ISBN 978-4003203828、p. 90-97 この訳には『李黄』に続く「復一説」の条も含まれている。
9. ↑  三妖怪が描かれているので『西湖三塔記』と思量する。
10. ↑  中国古典文学大系 第25巻 p. 536。
11. ↑   清平山堂話本 (中国語), 清平山堂話本/03, ウィキソースより閲覧。
12. ↑  『清平山堂話本 西湖三塔記』中国古典文学全集 第7巻 『京本通俗小説・雨窓欹枕集・清平山堂話本・大宋宣和遺事』（平凡社、1958年）、中国古典文学大系 第25巻『宋・元・明通俗小説選』（平凡社、1970年） ISBN 9784582312256 p. 390-401。
13. ↑  『小説「西湖三塔」と「雷峯塔」』1938年 <拘肆野語> 『江南春』に収録、1941年 弘文堂書房、復刻版 1972年 平凡社 東洋文庫 217 ISBN 978-4582802177 に収録、p. 125-133。
14. ↑  因みに人民元の1元紙幣の裏面は西湖十景（中文版）の一つ三潭印月（中文版）で湖上の三塔が描かれている。
15. ↑  青木正児は、三塔は『西湖志』等によれば、明の成化（1465年 - 1487年）の後毀れ、万暦（1573年 - 1620年）年間に復旧したということから、殆ど百年の長きに及び三塔が忘れられており、機敏な戯作者が三塔の遺跡から近い南屏の雷峯塔に話を引き上げたのではないかと推測している。
16. ↑  四人轎（よにんきょう）：四人で担ぐ中国式のかご。（入谷訳は四人乗りの轎（かご）としている）
17. ↑  奥様は入谷訳、原文は娘娘。
18. ↑  古手、原文は舊人。入谷訳による。
19. ↑  二人の壮漢、原文は兩個力士。入谷訳による。
20. ↑  将軍柱とは入矢義高によれば、水滸伝や軍談によく出てくる、庭に立てた太い柱で、人を虐殺するときに用いるものとのこと。中国古典文学大系 第25巻 p. 401。
21. ↑  道教発祥の地とされる。
22. ↑  一説に16世紀末頃。
23. ↑  今西凱夫、いまにしよしお、1932年 - 2016年、元日本大学文理学部教授 。
24. ↑  中国古典文学大系 第25巻 『宋・元・明通俗小説選』（平凡社、1970年） ISBN 9784582312256 p. 515-522。なお四種とは、『張生彩鸞燈傳』、『蘇長公章臺柳傳』、『馮伯玉風月相思小説』、『孔淑芳雙魚扇墜傳』をいい、日本の国立公文書館所蔵内閣文庫に残存していたものを集めて名付けたものである。
25. ↑  日本語訳は飯塚朗 訳がある。中国古典文学全集 第20巻『剪灯新話・剪灯余話・閲微草堂筆記・子不語』 （平凡社、1958年）、中国古典文学大系 第39巻『剪燈新話・剪燈余・西湖佳話(抄)・棠陰比事』（平凡社、1969年） ISBN 9784582312393。
26. ↑  三遊亭円朝 作の牡丹灯籠の粉本。
27. ↑  川田耕 2014, p. 42.
28. ↑   警世通言 (中国語), 警世通言/第28卷, ウィキソースより閲覧。
29. ↑  中国古典文学全集 第19巻 『今古奇観（下）・三言二泊抄』（平凡社、1958年）、中国古典文学大系 第25巻『宋・元・明通俗小説選』（平凡社、1970年） ISBN 9784582312256 p. 150-180。他に香川淳子「白蛇伝 : 白夫人が永遠に雷峰塔に鎮められしこと」『フォーラム』第7号、跡見学園女子大学文化学会、1989年3月、61-87頁、ISSN 0288-3295、NAID 120006403677。がある。
30. ↑  『蛇性の淫』が安珍・清姫伝説からも影響を受けているという説がある。中田妙葉（ナカタ ワカバ、東洋大学 准教授／文学博士 2016年当時）は、『蛇性の婬』最終部の文章「蘭若に帰り給ひて、堂の前を深く掘せて、鉢のままに埋させ、永劫があひだ世に出ることを戒め給ふ。今猶蛇が塚ありとや。」が巧みに道成寺伝説を綯い交ぜにしていると示唆している。(中田妙葉 2008)
31. ↑  松枝茂夫訳による。原文は：奴家是白三班白殿直之妹、嫁了張官人、不幸亡過了。
32. ↑  白娘子は白夫人の意。このくだりで初めて題名の「白娘子」という呼称が使われ、青衣の小間使いの名も青青ということがわかる。
33. ↑  阿部泰記（アベヤスキ、1949年 - 、山口大学名誉教授） はこの部分が後世の作品において。白蛇の精と若者の結びつきを説明する重要な根拠とされると述べている。(阿部泰記 1995, p. 2-3) 。原文は、想必和官人有宿世姻縁、一見便蒙錯愛。
34. ↑  宋の軍は正規軍の他に罪人による労役部隊がありその収容所を牢城営といった。
35. ↑  原文は「紗廚」。
36. ↑  原文は、二月半。
37. ↑   王重陽が全真経を開いた聖地とされる。
38. ↑  原文は王公。
39. ↑  火熨斗、原文は熨斗。現代中国語でも熨斗（中文）（うっと、yùndǒu）という。
40. 1 2  金山法海（中国語版）は唐代に実在した高僧であり、登場させるために物語の舞台を金山寺のある鎮江府に移動させたものであろう。
41. ↑  高宗は1162年に孝宗を立太子、譲位している。
42. ↑  道教の神である五方謁諦（金光謁諦、銀頭謁諦、波羅謁諦、波羅僧謁諦、摩訶謁諦）を指すものか？
43. ↑  刊行書籍ではないが日本語訳は丸井貴史『「雷峰怪蹟」試訳』 (上) （下） 『金沢大学国語国文』 37号 2012 p. 54-68 / 38号 2013 p. 28-41がある。また、青空文庫に田中貢太郎 訳  『雷峯塔物語』 がある。
44. ↑  『「雷峰怪蹟」試訳』 (上) p. 54。
45. ↑  阿部泰記 1995, p. 2.
46. ↑  阿部泰記 1995, p. 4.
47. ↑  日本語訳はないが原語版は岳麓書社（中国語版）から『白蛇全傳』 2004年 が入手可能である。ISBN 7807610816。
48. ↑  川田耕 2014, p. 49.
49. ↑  原語版は 中国国家図書館から『看山閣楽府雷峰塔(1函2册)-中華再造善本』 影印本 2013年 が入手可能である。ISBN 9787501345427。
50. ↑  阿部泰記 1995, p. 1.
51. ↑  原語版は『皖人戲曲選刊·方成培卷』方成培撰 徐凌雲等校点 <安徽古籍叢書> 影印本 2008年 黄山書社 が入手可能である。ISBN 9787546101941。
52. ↑  阿部泰記 1995, p. 1-2.
53. ↑  坂田愛美「田漢の京劇『白蛇伝』の改作について」『東京大学中国語中国文学研究室紀要』第8巻、東京大学文学部中国語中国文学研究室、2005年4月、25-55頁、doi:10.15083/00035304、ISSN 13440187、NAID 120000873400。
54. ↑  『雷峰塔奇伝』の原文は、自稱白氏、名珍娘。
55. ↑  許宣は、玉山主人『雷峰塔奇伝』より前の物語では懦弱で、白娘子の正体を知って非常に恐れ、法海禅師に調伏を依頼する薄情な男として解釈されることが多い。
56. ↑  『西湖三塔記』で該当するのは、白婦人の娘と称する白卯奴（ぼうど）と黒衣の老婆である。
57. ↑  松枝訳『三言二拍抄 白夫人がとこしえに雷峯塔に鎮められたこと』の括弧注（中国古典文学大系 第25巻 p. 151）。
58. ↑  玉山主人『雷峰塔奇伝』以降、白娘子が永遠に雷峰塔の下に封印されるという物語が、清代には白娘子の苦難に対する憐憫の情などへと変容し、白娘子の息子が母親を救い出すという物語が追加された。
59. ↑  原本は男女の自由恋愛の贊美、不当な封建勢力への対抗思想を盛り込んだ近代中国の大衆小説家 張恨水（中国語版）によるリライト小説『白蛇傳』1955年 通俗文藝出版社